# Palena (comuna)
Palena é uma comuna localizada na Província de Palena, Região de Los Lagos, Chile.
Integra junto com as comunas de Quellón, Ancud, Quemchi, Dalcahue, Curaco de Vélez, Quinchao, Puqueldón, Chonchi, Queilén, Chaitén, Hualaihué, Futaleufú e Castro o Distrito Eleitoral N° 58 e pertenece à 17ª Circunscrição Senatorial (Los Lagos sul)

## Geografia

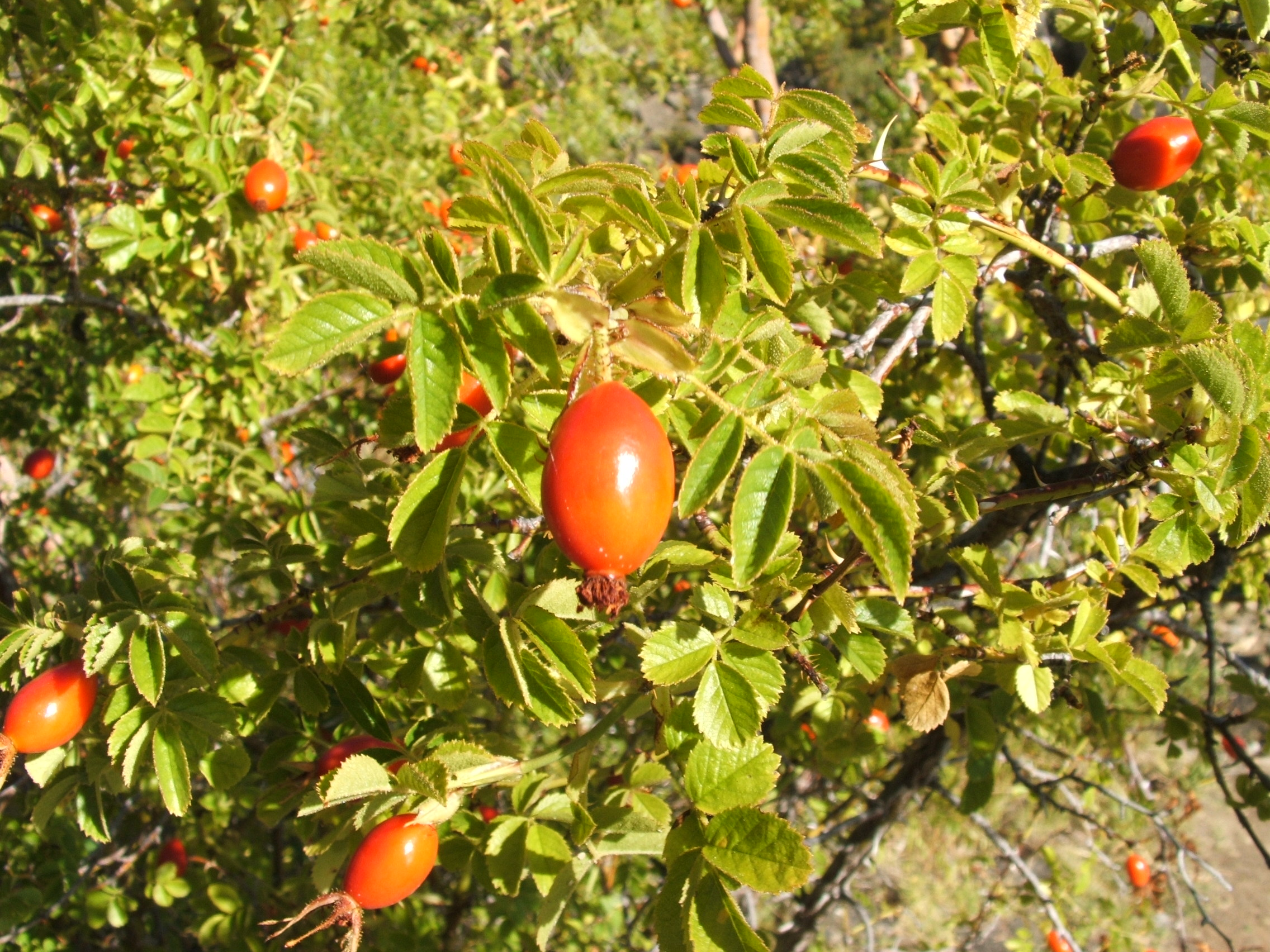
A rosa mosqueta é parte da flora de Palena.

Em plena Patagônia Chilena, Palena é a comuna mais austral da Região de Los Lagos, localizada a aproximadamente 1.350 km ao sul de Santiago. Forma parte da Cuenca del Palena-Queulat, um território inexplorado, ao qual chega-se atrevés da Carretera Austral. 
A comuna limita-se: a norte com Futaleufú; a leste com a Argentina; a oeste com Chaitén; a sul com Lago Verde e Cisnes, na Região de Aisén.
A Ruta CH-235 é a principal rodovia da comuna, a qual liga a Carretera Austral (Ruta CH-7) em Villa Santa Lucía na comuna de Chaitén, ao Passo Río Encuentro, junto à fronteira com a Argentina.
Palena dista de Puerto Montt 360 km (em direção ao norte) e 403 km até Coihaique (ao sul), passando por Villa Santa Lucía. De avião, é possível chegar por seu aeródromo.